# Pekarska astma
Pekarska astma (енгл. Baker's asthma) je vrsta alergijske reakcije iz grupe profesionalnih bolesti, koju proteini pšenice mogu izazvati u organizmu pekarskih radnika samo udisanjem brašna u toku proizvodnog procesa. Za pojavu alergijske reakcije kod ove bolesti odgovorni su glijadini i glutenini, kao komponente glutena, mada veliku ulogu ima i alfa-amilaza inhibitor.
Za dijagnozu pekarske astme koristi se kožna proba (Peč test ). Pozitivna prediktivna vrednost ovakvih testova ipak je manja od 75%.

## Istorija
Pekarska astma kao jedan od najčešćih oblika profesionalne astme, u poslednjih nekoliko godina detaljno je izučena i shvaćena, zahvaljujući savremenim nučnim saznanjima i više se ne bi trebala smatrati nezaobilaznom pojavom.
Prvi opis pekarske astme datira iz 1700. godine, od strane Bernarda Ramazinija, koji ju je opisao kao bolest sa respiratorne simptome kod pekara, uzrokovanu izlaganjem prahu brašna. 
Međutim, iz antičkih vremena postoje anegdotski izvori koji opisuju, neku vrstu pekarske astme kod rimskih robova koji su radili u pekarama, i od nje se štitili koristeći tkaninu kao primitivni respirator kojim su štitili lice i disajne puteva, kako bi sprečili otežano disanje, nakon direktnog izlaganja disajnih puteva udisanjem čestica brašna iz vazduha.

## Epidemiologija
Morbiditet

Pekarska astma, kao klasična alergija poznata je još iz doba stare rimske imperije, i spada u grupu profesionalnih bolesti pekarskih i mlinskih radnika, kod kojih se bolest javlja kod oko trećine osoba koje rade u ovim industrijama.
U jednoj poljskoj studiji saopšteno je zapažanje — da je nakon samo godinu dana kod svih pekarskih pripravnika incidenca obolijevanja od alergije na gluten bila 4,4%, i da je ona rasla na 6% nakon godinu dana boravka u pekarskim prostorijama. Slična je situacija sa alergijskim rinitisom, kod koga je incidenca rasla sa 8,4% na 12,5%.
Pekarska astma je jedan od najčešće prijavljenih oblika profesionalne astme u nekoliko zemalja. U Evropi i Kanadi prevalencija senzibilizacije na pšenično brašno je između 4% i 47%, dok je senzibilizacija na α-amilazu od 4,6% do 24%.
Godišnja incidencija u Velikoj Britaniji je procjenjena na 290 — 450 slučajeva na 1.000.000 u periodu od 1989. do 1994. godine. U Švedskoj je bio 800 slučajeva u periodu od 1984. do 1986, a u Finskoj 4.000 u 1990. godini. 
U Maroku, nađeno je da je 14,5% pekara senzibilisano na pšenično brašno. U Južnoj Africi, uočena je prevalencija senzibilizacije na pšenično brašno u pekarama od 16% i α-amilazu od 3%.
Razlike između navednih vrednosti prevalencije mogu se objasniti sasvim različitim sistemima izveštavanja, a možda i razlikama u nivou izlaganja alergenima.
Mortalitet
Mala studija sprovedana u Čikagu od 1980. do 1988. godine i koja je uključivala pojedince u dobi od 20 do 35 godina, pokazala je da pekari imaju skoro devet puta veću smrtnost od opšte populacije u gradu i populacije iste starosti.
Britanska studija nije pronašla povećanu smrtnost od respiratornih organa.

## Patogeneza
U patogenezi ove bolesti najčešća je alergija na pšenicu, ali i na ječam, raž, zob, ili njihove hibride, jer sadrže slične prolaminske frakcije. Drugi alergeni uključeni u respiratornu alergiju kod pekara su enzimi koji se koriste kao aditivi.
Iako se smatra da se anafilaksija retko javlja nakon unošenja raži ili ječma, neka su istraživanja pokazala da hordeini iz ječma i sekalini iz raži mogu izazvati istu reakciju kao glijadini iz pšenice. 
Pri razmatranju ovog oblika astme treba imati u vidu da pekarski radnici dolaze u kontakt sa oko 300 aditiva kojima se koriguju boja, ukus i miris hleba, povećava elastičnost i otpornost na kvarenje. U široj grupi aditiva je i kvasac - gljivica koja se brzo razmnožava i takođe spada u česte alergene u pekarskoj industriji. Α-amilaza poreklom iz gljivica jedan je od najpoznatiji zajednički enzima, a ostali su gljivična ksilanaza i celulaza.
Drugi inhalatorni alergeni koji mogu biti prisutni u pekarama, kao što su grinje, plesni i žohari, iako izazivaju alergiju kod pekara, ne smatraju se profesionalnim alergenima. Grinje koje su predložene kao alergen na radnom mestu, ne mogu se smatrati profesionalnom alergijom, jer je njihova prevalencija senzibilizacije kod pekara slična onoj u opšoj populaciji, i prema nekim studijama kod pekara je bila oko 12,2%.
Podaci iz istraživanja

Studija sprovedena u Čaškoj otkrila je, 
Visok stepen osetljivosti na sastojke sadržane u procesu pečenja proizvoda od brašna. Osetljivost na jedan ili više alergena, uključujući brašno, ali i na široko korišćene sastojke, nađena je kod oko jedne četvrtine onih koji su imali simptome astme povezane sa njihovim radom.
Prema podacima iz studija sprovedenih u Švedskoj, utvrđena je značajna povezanost između koncentracije prašine (brašna) na početku bolesti i rizika od astme ili rinitisa, i utvrđeno je, da je: 
- Rizik od astme je povećan kod srednjih koncentracija prašine od 3 mg/m³.
- Rizik od rinitisa povećan kod srednje koncentracije prašine od 1 mg/m³.

Što ukazuje na to da je povećan rizik od alergije na brašno prisutan u svim radnim zadacima u pekarama. 
Britanska studija, je utvrdila najnižu rizičnu izloženost pekara (srednja koncentracija prašine 0,8 mg/m³) i uzela je kao referencu. Na osnovu ove vrednosti odreženo je da:
- Pekari u drugoj kategoriji izloženosti (srednja koncentracija prašine 1,2 mg/m³) imaju uvečan rizik - ali on nije značajan - sa simptomima koji se odnose na promene u grudnom košu ili očima/nosu, ili senzibilizaciju za brašno ili α amilazu.
- U kategoriju sa najvećim stepenom izloženosti (srednja koncentracija prašine 4,4 mg/m³ ) značajno je povećan rizika za pojavu pakarske astme sa izraženim simptomima (zbog promena u grudnom košu ili očima/nosu ili senzibilizacija).

Analize izlaganja alergenu brašna umesto inhalabilne prašine dale su vrlo slične rezultate.

## Klinička slika
Kliničku sliku pored klasičnih simptoma astme, može pratiti i:
- alergijski rinitis, koji vrlo čest i obično prethodi astmi.[22]
- konjunktivitis
- kožni simptomi.

Simptomi se razvijaju nakon perioda latencije od nekoliko meseci ili godina, čak i nakon više desetina godina.
U početku bolesti, najčešće se javlja jasna vremenska veza između simptoma i perioda rada u pekari. Vremenom, respiratorni simptomi mogu prestati da se povlače i pored prestanka rada u pekari.

## Dijagnoza
Senzitizacija na brašno se tradicionalno često smatra preduslovom za dijagnozu pekarske astme. Iako se u literaturi ne navodi prognoza pekarske astme, obično se pretpostavlja da se simptomi astme gube ako se prekine izlaganje alergenima.
U postavljanju dijagnoze, koriste se različiti testovi, zbog nejedinstvenog stava po tom pitanju, pa neki kliničari koriste Peč test za dijagnostiku senzibilizacije, dok drugi koriste detekciju serum-specifičnih IgE antitela.

## Terapija
Kao i kod drugih oblika alergijske astme, terapijska metoda izbora za klasičnu vrstu pekarske astme sa senzibilizacijom je izbegavanje kontakta sa alergenom. To se može postići tehničkom kontrolom prašine, premeštanjem pekara na manje izložen posao prašini od brašna, ili nošewem zaštitne opreme, respiratora za disanje. Međutim respiratori, prema dosadašnjem iskustvu se retko dobro tolerišu od strane pekara zbog visoke temperature vazduha u pekarama i ometanja normanlnih fizičke aktivnosti. Respiratori takođe mogu izazivati i druge nelagodnost kada se nose duži period.
Zbog obilja prašine u većini pekara, vreme izloženosti alergenima do izazivanje simptom, kod jako senzibilisanih radnika je jako kratko, i često je za talve osobe u sklopu lečenja potrebna promena zaposlenja. 
Kod pekara sa izraženim simptomima bez senzibilizacije može se pomoći preseljenjem na manje izložene zadatke ako su simptomi uzrokovani nespecifičnom iritacijom.

## Prevencija
Cilj medicinskog nadzora je sekundarna prevencija i rano otkrivanje bolesti pre pojave klinički nepovoljnih zdravstvenih ishoda. U nedostatku naučnih podataka koji podržavaju sledeća dva u daljem tekstu navedan preventivni potencijala, čini se upitnim da li ima smisla izdvojiti resurse za skupe medicinske nadzore ako bi to ugrozilo primarnu prevenciju smanjenjem izloženosti.
Primena upitnika
Iako se ponekad preporučuje, malo je naučnih dokaza o efikasnosti programa medicinskog nadzora koji su usmereni na profesionalnu astmu. Postoji jedna studija da upitnik za otkrivanje pekarske astme nije dovoljno osjetljiv i da je otkrio samo polovinu broja slučajeva. 
Kontrola plućnih funkcijai primena testova na alergiju
Druga moguća prevencija je kontrola plućnih funkcija i testovi na alergiju. Spirometrija je neosjetljiv test za astmu. Serijsko praćenje vršnog protoka izdisaja, ponovljena ispitivanja nespecifičnih bronhijalnih reaktivnosti ili alergijskih testova su možda osjetljiviji načini nadzora kada se primjenjuju kod pekarskih radnika.

## Literatura
- Houba, R.; Doekes, G.; Heederick DJJ (1998). „Occupational respiratory allergy in bakery workers: a review of the literature”. Am J Ind Med. 34 (6): 529—46. PMID 9816411. doi:10.1002/(SICI)1097-0274(199812)34:6<529::AID-AJIM1>3.0.CO;2-I..

|  | Molimo Vas, obratite pažnju na važno upozorenje u vezi sa temama iz oblasti medicine (zdravlja). |